# 알리시아 라가노
알리시아 라가노(Alicia Lagano, 1979년 3월 26일 ~ )는 미국의 배우, 텔레비전 배우, 영화배우이다.
브루클린에서 태어났다.

## 방송
- 클라이언트 리스트 시즌2
- 클라이언트 리스트 시즌1
- 덱스터 시즌4

## 영화
- 스톤 포니 (2013년)
- 클라이언트 리스트 시즌1 (2012년)
- 덱스터 시즌4 (2009년) - 닉키 역
- 앨바이노 팜 (2009년)
- 프리즌 브레이크: 완결편 (2009년)
- 빌리브 인 미 (2006년)
- 덱스터 시즌1 (2006년)
- 프리즌 브레이크 시즌1 (2005년)
- 던스모어 (2003년)